# Родригес, Альфонс
Святой Альфо́нс Родри́гес (Альфо́нсо; исп. Alfonso Rodriguez; 25 июля 1532, Сеговия, Кастилия и Леон — 31 октября 1617, Пальма) — испанский иезуит из Сеговии.
Канонизирован в 1888 году папой Львом XIII.

## Биография
Вступил в орден иезуитов в качестве мирянина в 1573 году, после смерти жены и троих детей и потери всего имущества. Назначен служить в обитель в Пальма-де-Мальорке, где провёл остаток своей жизни в скромной должности привратника.
Оставил множество мистических и духовных сочинений, собранных и опубликованных между 1885 и 1887 годами.

## Прославление
Родригес был объявлен досточтимым в 1626 году. В 1633 году избран Генеральным советом Майорки в качестве одного из покровителей города и острова.
В 1760 году папа Климент XIII постановил, что «добродетели досточтимого Алонсо являются героическими», однако из-за изгнания ордена иезуитов из Испании в 1773 году его беатификация состоялась лишь 5 июня 1825 года при папе Льве XII. Канонизирован 15 января 1888 года папой Львом XIII. Мощи находятся в иезуитском колледже в Пальма-де-Мальорке.
День памяти — 30 октября.